# Петенея
Петенея (Petenaea) — монотипний рід квіткових рослин, містить єдиний вид Petenaea cordata.

## Ареал
Ареал розповсюдження — північна частина Центральної Америки. Ендемік північної Мезоамерики, Мексики (Чіапас , Табаско), Беліза, Гватемали (Петен).

## Ботанічний опис
Великі чагарники або дерева висотою до 10 м.
Стебла завжди червонуватого відтінку, з повстяним опушенням.
Листя з прилистками. Черешки довжиною 5-11 см, покриті короткими ворсинками, червоного кольору. Листова пластинка 8.5-15.5 × 6.5-14.5 см, нижня сторона щільно опушена, верхня — гола, з віком червоніє. Жилкування з пальчасто розбіжними біля основи 5-7 первинними жилками, в решті частини пластинки — вдруге сітчаста. Підстава пластинки широка, серцеподібне. Краї листа дрібнозубчасті, вершини гострі або широкі, але коротко загострені. Прилистники недовговічні, швидко опадають.
Суцвіття пазушні, цимозні (рос. Цимозное соцветие), на довгих ніжках рожевого кольору, покритих повстяним опушенням. Квітконіжки рожеві, 5-12 мм завдовжки. Чашолистки ланцетні, відтягнуті від основи до вершини, загорнуті, червонувато-рожеві. Пелюстки відсутні. На квітколожі розташовуються 2-3 оберненояйцевидні, майже сидячі залози, покриті волосками. 8-12 тичинок розташовані по колу, пильовики жовті, розкриваються апікальною порою, як щілиною. Зав'язь верхня, сидяча, опушена. Стовпчик стрункий, рильце Дискоїдний. Плід — ягода 6-12 мм завдовжки, неглибокими борознами поділяється на 4-5 часткою, солодка, м'ясиста, рідко буває опушена. Форма ягоди яйцеподібне, майже кулясте. Насіння численне, завдовжки до 1 мм, довгасто-пірамідальної або неправильної форми. Цвітіння і плодоношення йде безперервно.

## Таксономічне положення
На середину 2010-х, згідно системі APG III, порядок і родина, до якої відноситься петенея, не визначені. Спочатку вид був описаний в складі родини Elaeocarpaceae, потім був перенесений до родини Липові (Tiliaceae), проте велика частина авторів утруднялася визначити таксономічне положення виду. Молекулярний аналіз, проведений над недавно отриманою колекцією з Гватемали, встановив далеку, слабо підтверджуєму спорідненість Петен з африканським родом Gerrardina з родини Gerrardinaceae порядку Huerteales. Проте, оскільки ніяких спільних рис між цими двома родами встановлено не було, було висловлено припущення про те, що Петен слід виділити в самостійну родину Petenaeaceae.

## Ресурси Інтернету
- Petenaeaceae [Архівовано 2 листопада 2012 у Wayback Machine.]